# Albo d'oro della Coppa Libertadores

## Albo d'oro
| Stagione | Data            | Nazionalità della squadra vincitrice | Vincitore (numero vittorie) | Finalista perdente      | Risultato     | Sede della finale                                     | Spettatori |
| -------- | --------------- | ------------------------------------ | --------------------------- | ----------------------- | ------------- | ----------------------------------------------------- | ---------- |
| 1960     | 12 giugno       | Uruguay                              | Peñarol                     | Olimpia                 | 1-0           | Montevideo - Stadio del Centenario                    | 44 690     |
| 1960     | 19 giugno       | Uruguay                              | Peñarol                     | Olimpia                 | 1-1           | Asunción - Stadio Defensores del Chaco                | 35 000     |
| 1961     | 4 giugno        | Uruguay                              | Peñarol (2)                 | Palmeiras               | 1-0           | Montevideo - Stadio del Centenario                    | 64 376     |
| 1961     | 11 giugno       | Uruguay                              | Peñarol (2)                 | Palmeiras               | 1-1           | San Paolo - Stadio Palestra Itália                    | 50 000     |
| 1962     | 28 agosto       | Brasile                              | Santos                      | Peñarol                 | 2-1           | Montevideo - Stadio del Centenario                    | 48 105     |
| 1962     | 2 settembre     | Brasile                              | Santos                      | Peñarol                 | 2-3           | Santos - Stadio Urbano Caldeira                       | 18 000     |
| 1962     | 30 settembre    | Brasile                              | Santos                      | Peñarol                 | 3-0           | Buenos Aires - Stadio Monumental                      | 60 000     |
| 1963     | 3 settembre     | Brasile                              | Santos (2)                  | Boca Juniors            | 3-2           | Rio de Janeiro - Stadio Maracanã                      | 63 376     |
| 1963     | 11 settembre    | Brasile                              | Santos (2)                  | Boca Juniors            | 2-1           | Buenos Aires - La Bombonera                           | 50 000     |
| 1964     | 6 agosto        | Argentina                            | Independiente               | Nacional                | 0-0           | Montevideo - Stadio del Centenario                    | 60 000     |
| 1964     | 12 agosto       | Argentina                            | Independiente               | Nacional                | 1-0           | Avellaneda - Stadio Libertadores de América           | 80 000     |
| 1965     | 9 aprile        | Argentina                            | Independiente (2)           | Peñarol                 | 1-0           | Avellaneda - Stadio Libertadores de América           | 45 000     |
| 1965     | 12 aprile       | Argentina                            | Independiente (2)           | Peñarol                 | 1-3           | Montevideo - Stadio del Centenario                    | 45 000     |
| 1965     | 15 aprile       | Argentina                            | Independiente (2)           | Peñarol                 | 4-1           | Santiago del Cile - Stadio nazionale del Cile         | 40 000     |
| 1966     | 12 maggio       | Uruguay                              | Peñarol (3)                 | River Plate             | 2-0           | Montevideo - Stadio del Centenario                    | 49 000     |
| 1966     | 18 maggio       | Uruguay                              | Peñarol (3)                 | River Plate             | 2-3           | Buenos Aires - Stadio Monumental                      | 60 000     |
| 1966     | 20 maggio       | Uruguay                              | Peñarol (3)                 | River Plate             | 4-2 (dts)     | Santiago del Cile - Stadio nazionale del Cile         | 39 000     |
| 1967     | 15 agosto       | Argentina                            | Racing Club                 | Nacional                | 0-0           | Avellaneda - Stadio Juan Domingo Perón                | 55 000     |
| 1967     | 25 agosto       | Argentina                            | Racing Club                 | Nacional                | 0-0           | Montevideo - Stadio del Centenario                    | 60 000     |
| 1967     | 29 agosto       | Argentina                            | Racing Club                 | Nacional                | 2-1           | Santiago del Cile - Stadio nazionale del Cile         | 50 000     |
| 1968     | 2 maggio        | Argentina                            | Estudiantes (LP)            | Palmeiras               | 2-1           | La Plata - Stadio Città di La Plata                   | 35 000     |
| 1968     | 7 maggio        | Argentina                            | Estudiantes (LP)            | Palmeiras               | 1-3           | San Paolo - Pacaembu                                  | 40 000     |
| 1968     | 16 maggio       | Argentina                            | Estudiantes (LP)            | Palmeiras               | 2-0           | Montevideo - Stadio del Centenario                    | 55 000     |
| 1969     | 15 maggio       | Argentina                            | Estudiantes (LP) (2)        | Nacional                | 1-0           | Montevideo - Stadio del Centenario                    | 65 000     |
| 1969     | 22 maggio       | Argentina                            | Estudiantes (LP) (2)        | Nacional                | 2-0           | La Plata - Stadio Città di La Plata                   | 55 000     |
| 1970     | 21 maggio       | Argentina                            | Estudiantes (LP) (3)        | Peñarol                 | 1-0           | La Plata - Stadio Jorge Luis Hirschi                  | 40 000     |
| 1970     | 28 maggio       | Argentina                            | Estudiantes (LP) (3)        | Peñarol                 | 0-0           | Montevideo - Stadio del Centenario                    | 60 000     |
| 1971     | 26 maggio       | Uruguay                              | Nacional                    | Estudiantes (LP)        | 1-0           | La Plata - Stadio Jorge Luis Hirschi                  | 30 000     |
| 1971     | 2 giugno        | Uruguay                              | Nacional                    | Estudiantes (LP)        | 0-1           | Montevideo - Stadio del Centenario                    | 70 000     |
| 1971     | 9 giugno        | Uruguay                              | Nacional                    | Estudiantes (LP)        | 2-0           | Lima - Stadio nazionale del Perù                      | 41 000     |
| 1972     | 17 maggio       | Argentina                            | Independiente (3)           | Universitario           | 0-0           | Lima - Stadio nazionale del Perù                      | 45 000     |
| 1972     | 24 maggio       | Argentina                            | Independiente (3)           | Universitario           | 2-1           | Avellaneda - Stadio Libertadores de América           | 55 000     |
| 1973     | 22 maggio       | Argentina                            | Independiente (4)           | Colo-Colo               | 1-1           | Avellaneda - Stadio Libertadores de América           | 40 000     |
| 1973     | 29 maggio       | Argentina                            | Independiente (4)           | Colo-Colo               | 0-0           | Santiago del Cile - Stadio nazionale del Cile         | 72 500     |
| 1973     | 6 giugno        | Argentina                            | Independiente (4)           | Colo-Colo               | 2-1           | Montevideo - Stadio del Centenario                    | 50 000     |
| 1974     | 12 ottobre      | Argentina                            | Independiente (5)           | San Paolo               | 1-2           | San Paolo - Pacaembu                                  | 50 000     |
| 1974     | 16 ottobre      | Argentina                            | Independiente (5)           | San Paolo               | 2-0           | Avellaneda - Stadio Libertadores de América           | 55 000     |
| 1974     | 19 ottobre      | Argentina                            | Independiente (5)           | San Paolo               | 1-0           | Santiago del Cile - Stadio nazionale del Cile         | 45 000     |
| 1975     | 18 giugno       | Argentina                            | Independiente (6)           | Unión Española          | 0-1           | Santiago del Cile - Stadio nazionale del Cile         | 43 200     |
| 1975     | 25 giugno       | Argentina                            | Independiente (6)           | Unión Española          | 3-1           | Avellaneda - Stadio Libertadores de América           | 60 000     |
| 1975     | 29 giugno       | Argentina                            | Independiente (6)           | Unión Española          | 2-0           | Asunción - Stadio Defensores del Chaco                | 55 000     |
| 1976     | 21 luglio       | Brasile                              | Cruzeiro                    | River Plate             | 4-1           | Belo Horizonte - Mineirão                             | 58 720     |
| 1976     | 28 luglio       | Brasile                              | Cruzeiro                    | River Plate             | 1-2           | Buenos Aires - Stadio Monumental                      | 90 000     |
| 1976     | 30 luglio       | Brasile                              | Cruzeiro                    | River Plate             | 3-2           | Santiago del Cile - Stadio nazionale del Cile         | 35 182     |
| 1977     | 6 settembre     | Argentina                            | Boca Juniors                | Cruzeiro                | 1-0           | Buenos Aires - La Bombonera                           | 60 000     |
| 1977     | 11 settembre    | Argentina                            | Boca Juniors                | Cruzeiro                | 0-1           | Belo Horizonte - Mineirão                             | 80 000     |
| 1977     | 14 settembre    | Argentina                            | Boca Juniors                | Cruzeiro                | 0-0 (5-4 dtr) | Montevideo - Stadio del Centenario                    | 60 000     |
| 1978     | 23 novembre     | Argentina                            | Boca Juniors (2)            | Deportivo Cali          | 0-0           | Cali - Stadio olimpico Pascual Guerrero               | 50 000     |
| 1978     | 28 novembre     | Argentina                            | Boca Juniors (2)            | Deportivo Cali          | 4-0           | Buenos Aires - La Bombonera                           | 80 000     |
| 1979     | 22 luglio       | Paraguay                             | Olimpia                     | Boca Juniors            | 2-0           | Asunción - Stadio Defensores del Chaco                | 50 000     |
| 1979     | 27 luglio       | Paraguay                             | Olimpia                     | Boca Juniors            | 0-0           | Buenos Aires - La Bombonera                           | 65 000     |
| 1980     | 30 luglio       | Uruguay                              | Nacional (2)                | Internacional           | 2-0           | Porto Alegre - Stadio Beira-Rio                       | 70 000     |
| 1980     | 6 agosto        | Uruguay                              | Nacional (2)                | Internacional           | 0-0           | Montevideo - Stadio del Centenario                    | 65 000     |
| 1981     | 13 novembre     | Brasile                              | Flamengo                    | Cobreloa                | 2-1           | Rio de Janeiro - Stadio Maracanã                      | 93 985     |
| 1981     | 20 novembre     | Brasile                              | Flamengo                    | Cobreloa                | 0-1           | Santiago del Cile - Stadio nazionale del Cile         | 61 721     |
| 1981     | 23 novembre     | Brasile                              | Flamengo                    | Cobreloa                | 2-0           | Montevideo - Stadio del Centenario                    | 30 200     |
| 1982     | 26 novembre     | Uruguay                              | Peñarol (4)                 | Cobreloa                | 0-0           | Montevideo - Stadio del Centenario                    | 55 248     |
| 1982     | 30 novembre     | Uruguay                              | Peñarol (4)                 | Cobreloa                | 1-0           | Santiago del Cile - Stadio nazionale del Cile         | 30 200     |
| 1983     | 22 luglio       | Brasile                              | Grêmio                      | Peñarol                 | 1-1           | Montevideo - Stadio del Centenario                    | 70 000     |
| 1983     | 28 luglio       | Brasile                              | Grêmio                      | Peñarol                 | 2-1           | Porto Alegre - Stadio olimpico Monumental             | 80 000     |
| 1984     | 24 luglio       | Argentina                            | Independiente (7)           | Grêmio                  | 1-0           | Porto Alegre - Stadio olimpico Monumental             | 75 000     |
| 1984     | 27 luglio       | Argentina                            | Independiente (7)           | Grêmio                  | 0-0           | Avellaneda - Stadio Libertadores de América           | 60 000     |
| 1985     | 17 ottobre      | Argentina                            | Argentinos Juniors          | América de Cali         | 1-0           | Buenos Aires - Stadio Monumental                      | 50 000     |
| 1985     | 22 ottobre      | Argentina                            | Argentinos Juniors          | América de Cali         | 0-1           | Cali - Stadio olimpico Pascual Guerrero               | 50 000     |
| 1985     | 24 ottobre      | Argentina                            | Argentinos Juniors          | América de Cali         | 1-1 (5-4 dtr) | Asunción - Stadio Defensores del Chaco                | 25 000     |
| 1986     | 22 ottobre      | Argentina                            | River Plate                 | América de Cali         | 2-1           | Cali - Stadio olimpico Pascual Guerrero               | 50 000     |
| 1986     | 29 ottobre      | Argentina                            | River Plate                 | América de Cali         | 1-0           | Buenos Aires - Stadio Monumental                      | 74 300     |
| 1987     | 21 ottobre      | Uruguay                              | Peñarol (5)                 | América de Cali         | 0-2           | Cali - Stadio olimpico Pascual Guerrero               | 65 000     |
| 1987     | 28 ottobre      | Uruguay                              | Peñarol (5)                 | América de Cali         | 2-1           | Montevideo - Stadio del Centenario                    | 60 000     |
| 1987     | 31 ottobre      | Uruguay                              | Peñarol (5)                 | América de Cali         | 1-0 (dts)     | Santiago del Cile - Stadio nazionale del Cile         | 25 000     |
| 1988     | 19 ottobre      | Uruguay                              | Nacional (3)                | Newell's Old Boys       | 0-1           | Rosario - Stadio Dr. Lisandro de la Torre             | 45 000     |
| 1988     | 26 ottobre      | Uruguay                              | Nacional (3)                | Newell's Old Boys       | 3-0           | Montevideo - Stadio del Centenario                    | 75 000     |
| 1989     | 24 maggio       | Colombia                             | Atlético Nacional           | Olimpia                 | 2-0           | Asunción - Stadio Defensores del Chaco                | 40 000     |
| 1989     | 31 maggio       | Colombia                             | Atlético Nacional           | Olimpia                 | 0-2 (5-4 dtr) | Bogotà - Stadio Nemesio Camacho                       | 50 000     |
| 1990     | 3 ottobre       | Paraguay                             | Olimpia (2)                 | Barcelona SC            | 2-0           | Asunción - Stadio Defensores del Chaco                | 35 000     |
| 1990     | 10 ottobre      | Paraguay                             | Olimpia (2)                 | Barcelona SC            | 1-1           | Guayaquil - Stadio Monumental Isidro Romero Carbo     | 70 000     |
| 1991     | 22 maggio       | Cile                                 | Colo-Colo                   | Olimpia                 | 0-0           | Asunción - Stadio Defensores del Chaco                | 48 000     |
| 1991     | 5 giugno        | Cile                                 | Colo-Colo                   | Olimpia                 | 3-0           | Santiago del Cile - Stadio monumentale David Arellano | 66 517     |
| 1992     | 10 giugno       | Brasile                              | San Paolo                   | Newell's Old Boys       | 1-0           | Rosario - Stadio Dr. Lisandro de la Torre             | 45 000     |
| 1992     | 17 giugno       | Brasile                              | San Paolo                   | Newell's Old Boys       | 0-1 (3-2 dtr) | San Paolo - Stadio Morumbi                            | 105 185    |
| 1993     | 19 maggio       | Brasile                              | San Paolo (2)               | Universidad Católica    | 5-1           | Santiago del Cile - Stadio nazionale del Cile         | 99 000     |
| 1993     | 26 maggio       | Brasile                              | San Paolo (2)               | Universidad Católica    | 0-2           | San Paolo - Stadio Morumbi                            | 50 000     |
| 1994     | 24 agosto       | Argentina                            | Vélez Sarsfield             | San Paolo               | 0-1           | Buenos Aires - Stadio José Amalfitani                 | 42 000     |
| 1994     | 31 agosto       | Argentina                            | Vélez Sarsfield             | San Paolo               | 1-0 (5-3 dtr) | San Paolo - Stadio Morumbi                            | 92 650     |
| 1995     | 23 agosto       | Brasile                              | Grêmio (2)                  | Atlético Nacional       | 3-1           | Porto Alegre - Stadio olimpico Monumental             | 54 200     |
| 1995     | 30 agosto       | Brasile                              | Grêmio (2)                  | Atlético Nacional       | 1-1           | Medellín - Stadio Atanasio Girardot                   | 49 000     |
| 1996     | 19 giugno       | Argentina                            | River Plate (2)             | América de Cali         | 0-1           | Cali - Stadio olimpico Pascual Guerrero               | ?          |
| 1996     | 26 giugno       | Argentina                            | River Plate (2)             | América de Cali         | 2-0           | Buenos Aires - Stadio Monumental                      | ?          |
| 1997     | 6 agosto        | Brasile                              | Cruzeiro (2)                | Sporting Cristal        | 0-0           | Lima - Stadio nazionale del Perù                      | 45 000     |
| 1997     | 13 agosto       | Brasile                              | Cruzeiro (2)                | Sporting Cristal        | 1-0           | Belo Horizonte - Mineirão                             | 95 472     |
| 1998     | 12 agosto       | Brasile                              | Vasco da Gama               | Barcelona SC            | 2-0           | Rio de Janeiro - Stadio São Januário                  | 35 000     |
| 1998     | 26 agosto       | Brasile                              | Vasco da Gama               | Barcelona SC            | 2-1           | Guayaquil - Stadio Monumental Isidro Romero Carbo     | 72 000     |
| 1999     | 2 giugno        | Brasile                              | Palmeiras                   | Deportivo Cali          | 0-1           | Cali - Stadio olimpico Pascual Guerrero               | 46 000     |
| 1999     | 16 giugno       | Brasile                              | Palmeiras                   | Deportivo Cali          | 2-1 (4-3 dtr) | San Paolo - Stadio Palestra Itália                    | 32 000     |
| 2000     | 14 giugno       | Argentina                            | Boca Juniors (3)            | Palmeiras               | 2-2           | Buenos Aires - La Bombonera                           | 50 580     |
| 2000     | 21 giugno       | Argentina                            | Boca Juniors (3)            | Palmeiras               | 0-0 (4-2 dtr) | San Paolo - Stadio Morumbi                            | 75 000     |
| 2001     | 20 giugno       | Argentina                            | Boca Juniors (4)            | Cruz Azul               | 1-0           | Città del Messico - Stadio Azteca                     | 115 000    |
| 2001     | 28 giugno       | Argentina                            | Boca Juniors (4)            | Cruz Azul               | 0-1 (3-1 dtr) | Buenos Aires - La Bombonera                           | ?          |
| 2002     | 24 luglio       | Paraguay                             | Olimpia (3)                 | São Caetano             | 0-1           | Asunción - Stadio Defensores del Chaco                | ?          |
| 2002     | 31 luglio       | Paraguay                             | Olimpia (3)                 | São Caetano             | 2-1 (4-2 dtr) | San Paolo - Pacaembu                                  | 32 000     |
| 2003     | 25 giugno       | Argentina                            | Boca Juniors (5)            | Santos                  | 2-0           | Buenos Aires - La Bombonera                           | ?          |
| 2003     | 2 luglio        | Argentina                            | Boca Juniors (5)            | Santos                  | 3-1           | San Paolo - Stadio Morumbi                            | ?          |
| 2004     | 23 giugno       | Colombia                             | Once Caldas                 | Boca Juniors            | 0-0           | Buenos Aires - La Bombonera                           | ?          |
| 2004     | 1 luglio        | Colombia                             | Once Caldas                 | Boca Juniors            | 1-1 (2-0 dtr) | Manizales - Stadio Palogrande                         | ?          |
| 2005     | 6 luglio        | Brasile                              | San Paolo (3)               | Athl. Paranaense        | 1-1           | Porto Alegre - Stadio Beira-Rio                       | ?          |
| 2005     | 24 luglio       | Brasile                              | San Paolo (3)               | Athl. Paranaense        | 4-0           | San Paolo - Stadio Morumbi                            | 71 986     |
| 2006     | 9 agosto        | Brasile                              | Internacional               | San Paolo               | 2-1           | San Paolo - Stadio Morumbi                            | 71 456     |
| 2006     | 16 agosto       | Brasile                              | Internacional               | San Paolo               | 2-2           | Porto Alegre - Stadio Beira-Rio                       | 55 000     |
| 2007     | 13 giugno       | Argentina                            | Boca Juniors (6)            | Grêmio                  | 3-0           | Buenos Aires - La Bombonera                           | 50 993     |
| 2007     | 20 giugno       | Argentina                            | Boca Juniors (6)            | Grêmio                  | 2-0           | Porto Alegre - Stadio olimpico Monumental             | 51 851     |
| 2008     | 25 giugno       | Ecuador                              | LDU Quito                   | Fluminense              | 4-2           | Quito - Stadio Rodrigo Paz Delgado                    | 55 359     |
| 2008     | 2 luglio        | Ecuador                              | LDU Quito                   | Fluminense              | 1-3 (3-1 dtr) | Rio de Janeiro - Stadio Maracanã                      | 86 027     |
| 2009     | 8 luglio        | Argentina                            | Estudiantes (LP) (4)        | Cruzeiro                | 0-0           | La Plata - Stadio Città di La Plata                   | 52 000     |
| 2009     | 15 luglio       | Argentina                            | Estudiantes (LP) (4)        | Cruzeiro                | 2-1           | Belo Horizonte - Mineirão                             | 65 000     |
| 2010     | 11 agosto       | Brasile                              | Internacional (2)           | Guadalajara             | 2-1           | Zapopan - Stadio Akron                                | 49 500     |
| 2010     | 18 agosto       | Brasile                              | Internacional (2)           | Guadalajara             | 3-2           | Porto Alegre - Stadio Beira-Rio                       | 56 000     |
| 2011     | 15 giugno       | Brasile                              | Santos (3)                  | Peñarol                 | 0-0           | Montevideo - Stadio del Centenario                    | 65 000     |
| 2011     | 22 giugno       | Brasile                              | Santos (3)                  | Peñarol                 | 2-1           | San Paolo - Pacaembu                                  | 40 200     |
| 2012     | 27 giugno       | Brasile                              | Corinthians                 | Boca Juniors            | 1-1           | Buenos Aires - La Bombonera                           | 51 901     |
| 2012     | 4 luglio        | Brasile                              | Corinthians                 | Boca Juniors            | 2-0           | San Paolo - Pacaembu                                  | 40 186     |
| 2013     | 17 luglio       | Brasile                              | Atlético Mineiro            | Olimpia                 | 0-2           | Asunción - Stadio Defensores del Chaco                | 40 000     |
| 2013     | 24 luglio       | Brasile                              | Atlético Mineiro            | Olimpia                 | 2-0 (4-3 dtr) | Belo Horizonte - Mineirão                             | 56 557     |
| 2014     | 6 agosto        | Argentina                            | San Lorenzo                 | Nacional                | 1-1           | Asunción - Stadio Defensores del Chaco                | 36 000     |
| 2014     | 13 agosto       | Argentina                            | San Lorenzo                 | Nacional                | 1-0           | Buenos Aires - Stadio Pedro Bidegain                  | 44 000     |
| 2015     | 29 luglio       | Argentina                            | River Plate (3)             | Tigres UANL             | 0-0           | San Nicolás de los Garza - Stadio Universitario       | 40 000     |
| 2015     | 5 agosto        | Argentina                            | River Plate (3)             | Tigres UANL             | 3-0           | Buenos Aires - Stadio Monumental                      | 69 000     |
| 2016     | 20 luglio       | Colombia                             | Atlético Nacional (2)       | Independiente del Valle | 1-1           | Quito - Stadio olimpico Atahualpa                     | 38 500     |
| 2016     | 27 luglio       | Colombia                             | Atlético Nacional (2)       | Independiente del Valle | 1-0           | Medellín - Stadio Atanasio Girardot                   | 46 000     |
| 2017     | 22 novembre     | Brasile                              | Grêmio (3)                  | Lanús                   | 1-0           | Porto Alegre - Arena do Grêmio                        | 55 188     |
| 2017     | 29 novembre     | Brasile                              | Grêmio (3)                  | Lanús                   | 2-1           | Lanús - Stadio Città di Lanús                         | 45 000     |
| 2018     | 11 novembre     | Argentina                            | River Plate (4)             | Boca Juniors            | 2-2           | Buenos Aires - La Bombonera                           | 49 000     |
| 2018     | 9 dicembre      | Argentina                            | River Plate (4)             | Boca Juniors            | 3-1 (dts)     | Madrid - Stadio Santiago Bernabéu                     | 62 282     |
| 2019     | 23 novembre     | Brasile                              | Flamengo (2)                | River Plate             | 2-1           | Lima - Estadio Monumental                             | 80 000     |
| 2020     | 30 gennaio 2021 | Brasile                              | Palmeiras (2)               | Santos                  | 1-0           | Rio de Janeiro - Stadio Maracanã                      | 5 000      |
| 2021     | 27 novembre     | Brasile                              | Palmeiras (3)               | Flamengo                | 2-1 (dts)     | Montevideo - Stadio del Centenario                    | 55 023     |
| 2022     | 29 ottobre      | Brasile                              | Flamengo (3)                | Athl. Paranaense        | 1-0           | Guayaquil - Stadio Monumental Isidro Romero Carbo     | 42 517     |
| 2023     | 4 novembre      | Brasile                              | Fluminense                  | Boca Juniors            | 2-1 (dts)     | Rio de Janeiro - Stadio Maracanã                      | 69 232     |
| 2024     | 30 novembre     | Brasile                              | Botafogo                    | Atlético Mineiro        | 3-1           | Buenos Aires - Stadio Monumental                      | 69 803     |
| 2025     | 29 novembre     |                                      |                             |                         |               | Lima - TBD                                            |            |

## Statistiche

### Edizioni vinte e secondi posti per squadra
| Squadra                 | Vittorie | Secondi posti | Anni vittorie                            | Anni secondi posti                 |
| ----------------------- | -------- | ------------- | ---------------------------------------- | ---------------------------------- |
| Independiente           | 7        | 0             | 1964, 1965, 1972, 1973, 1974, 1975, 1984 |                                    |
| Boca Juniors            | 6        | 6             | 1977, 1978, 2000, 2001, 2003, 2007       | 1963, 1979, 2004, 2012, 2018, 2023 |
| Peñarol                 | 5        | 5             | 1960, 1961, 1966, 1982, 1987             | 1962, 1965, 1970, 1983, 2011       |
| River Plate             | 4        | 3             | 1986, 1996, 2015, 2018                   | 1966, 1976, 2019                   |
| Estudiantes (LP)        | 4        | 1             | 1968, 1969, 1970, 2009                   | 1971                               |
| Olimpia                 | 3        | 4             | 1979, 1990, 2002                         | 1960, 1989, 1991, 2013             |
| San Paolo               | 3        | 3             | 1992, 1993, 2005                         | 1974, 1994, 2006                   |
| Nacional                | 3        | 3             | 1971, 1980, 1988                         | 1964, 1967, 1969                   |
| Palmeiras               | 3        | 3             | 1999, 2020, 2021                         | 1961, 1968, 2000                   |
| Grêmio                  | 3        | 2             | 1983, 1995, 2017                         | 1984, 2007                         |
| Santos                  | 3        | 2             | 1962, 1963, 2011                         | 2003, 2020                         |
| Flamengo                | 3        | 1             | 1981, 2019, 2022                         | 2021                               |
| Cruzeiro                | 2        | 2             | 1976, 1997                               | 1977, 2009                         |
| Internacional           | 2        | 1             | 2006, 2010                               | 1980                               |
| Atlético Nacional       | 2        | 1             | 1989, 2016                               | 1995                               |
| Colo-Colo               | 1        | 1             | 1991                                     | 1973                               |
| Fluminense              | 1        | 1             | 2023                                     | 2008                               |
| Atlético Mineiro        | 1        | 1             | 2013                                     | 2024                               |
| Racing Club             | 1        | 0             | 1967                                     |                                    |
| Argentinos Juniors      | 1        | 0             | 1985                                     |                                    |
| Vélez Sarsfield         | 1        | 0             | 1994                                     |                                    |
| Vasco da Gama           | 1        | 0             | 1998                                     |                                    |
| Once Caldas             | 1        | 0             | 2004                                     |                                    |
| LDU Quito               | 1        | 0             | 2008                                     |                                    |
| Corinthians             | 1        | 0             | 2012                                     |                                    |
| San Lorenzo             | 1        | 0             | 2014                                     |                                    |
| Botafogo                | 1        | 0             | 2024                                     |                                    |
| América de Cali         | 0        | 4             |                                          | 1985, 1986, 1987, 1996             |
| Deportivo Cali          | 0        | 2             |                                          | 1978, 1999                         |
| Cobreloa                | 0        | 2             |                                          | 1981, 1982                         |
| Newell's Old Boys       | 0        | 2             |                                          | 1988, 1992                         |
| Barcelona SC            | 0        | 2             |                                          | 1990, 1998                         |
| Athl. Paranaense        | 0        | 2             |                                          | 2005, 2022                         |
| Universitario           | 0        | 1             |                                          | 1972                               |
| Unión Española          | 0        | 1             |                                          | 1975                               |
| Universidad Católica    | 0        | 1             |                                          | 1993                               |
| Sporting Cristal        | 0        | 1             |                                          | 1997                               |
| Cruz Azul               | 0        | 1             |                                          | 2001                               |
| São Caetano             | 0        | 1             |                                          | 2002                               |
| Guadalajara             | 0        | 1             |                                          | 2010                               |
| Nacional                | 0        | 1             |                                          | 2014                               |
| Tigres UANL             | 0        | 1             |                                          | 2015                               |
| Independiente del Valle | 0        | 1             |                                          | 2016                               |
| Lanús                   | 0        | 1             |                                          | 2017                               |

### Edizioni vinte e secondi posti per nazione
| Nazione   | Vittorie | Finali perse | Squadre vincitrici | Finali perse |
| --------- | -------- | ------------ | --- | --- |
| Argentina | 25       | 13           | Independiente (7), Boca Juniors (6), Estudiantes (LP) (4), River Plate (4), Racing Club (1), San Lorenzo (1), Argentinos Juniors (1), Vélez Sarsfield (1)                                   | Boca Juniors (6), River Plate (3), Newell's Old Boys (2), Estudiantes (LP) (1), Lanús (1)                                                                                        |
| Brasile   | 24       | 19           | San Paolo (3), Santos (3), Grêmio (3), Palmeiras (3), Flamengo (3), Cruzeiro (2), Internacional (2), Vasco da Gama (1), Corinthians (1), Atlético Mineiro (1), Fluminense (1), Botafogo (1) | Palmeiras (3), San Paolo (3), Grêmio (2), Cruzeiro (2), Santos (2), Athl. Paranaense (2), Internacional (1), São Caetano (1), Fluminense (1), Flamengo (1), Atlético Mineiro (1) |
| Uruguay   | 8        | 8            | Peñarol (5), Nacional (3) | Peñarol (5), Nacional (3) |
| Colombia  | 3        | 7            | Atlético Nacional (2), Once Caldas (1) | América de Cali (4), Deportivo Cali (2), Atlético Nacional (1) |
| Paraguay  | 3        | 5            | Olimpia (3) | Olimpia (4), Nacional (1) |
| Cile      | 1        | 5            | Colo-Colo (1) | Cobreloa (2), Colo-Colo (1), Unión Española (1), Universidad Católica (1) |
| Ecuador   | 1        | 3            | LDU Quito (1) | Barcelona SC (2), Independiente del Valle (1) |
| Messico   | 0        | 3            | | Cruz Azul (1), Guadalajara (1), Tigres UANL (1) |
| Perù      | 0        | 2            | | Universitario (1), Sporting Cristal (1) |

### Sedi delle finali a gara unica per nazione
| Nazione   | Numero finali | Stadi e anni                                             |
| --------- | ------------- | -------------------------------------------------------- |
| Brasile   | 2             | Rio de Janeiro - Stadio Maracanã (2020, 2023)            |
| Perù      | 1             | Lima - Estadio Monumental (2019)                         |
| Uruguay   | 1             | Montevideo - Stadio del Centenario (2021)                |
| Ecuador   | 1             | Guayaquil - Stadio Monumental Isidro Romero Carbo (2022) |
| Argentina | 1             | Buenos Aires - Stadio Monumental (2024)                  |

### Finali con squadre della stessa nazione
- Brasile
  - nel 2005: San Paolo e Athl. Paranaense.
  - nel 2006: Internacional e San Paolo.
  - nel 2020: Palmeiras e Santos.
  - nel 2021: Palmeiras e Flamengo.
  - nel 2022: Flamengo e Athl. Paranaense.
  - nel 2024: Botafogo e Atlético Mineiro.
- Argentina
  - nel 2018: River Plate e Boca Juniors.